# 蕭高進
蕭高進（Siu Ko Chun Javen，1999年10月15日—），生於英國雷丁，英格蘭足球運動員，司職後衛。祖父生於廣州，父親在香港出生，母親出生英國但祖籍是香港。，在7歲時加盟英超球會修咸頓的青年軍。

## 外部連結
- Javen Siu （页面存档备份，存于）
- Javen Siu
- Javen Siu